# Michael Jackson & Friends
El Michael Jackson & Friends fue una gira musical del cantante estadounidense Michael Jackson en junio de 1999, acompañado también de varios artistas como Slash, Mariah Carey, Andrea Bocelli, Ringo Starr, Boyz II Men y Luther Vandross, entre otros.
El propósito de la gira era para recaudar fondos para la Cruz Roja, la UNESCO, los niños en Kosovo, países de África y otros lugares. Jackson dio sólo dos conciertos en la gira. El primero tuvo lugar en Seúl, Corea del Sur, y el segundo fue en Múnich, Alemania.
En los dos conciertos participó el guitarrista Slash, de la misma manera que participó para los MTV Video Music Awards de 1995. El anuncio de los 2 conciertos fue llevado a cabo en una rueda de prensa en la ciudad de Los Ángeles el 15 de mayo de 1998.

## Repertorio de Michael Jackson
1. Medley:
  1. «Don't Stop 'Til You Get Enough»
  2. «The Way You Make Me Feel» (contiene extractos de Jam)
  3. «Scream» (contiene extractos de Beat It y Thriller)
  4. «Black or White» (con Slash)
2. «Billie Jean» (short version)
3. «Dangerous»
4. «Ode to Joy» (Intermedio instrumental)
5. «Earth Song»
6. «Stranger In Moscow» (Instrumental, solo en el concierto en Múnich)
7. «You Are Not Alone»
8. «Heal The World» (Intermedio instrumental)

## Accidente de la grúa en Munich
En el concierto de Munich, mientras Jackson interpretaba Earth Song, la sección central de la grúa se cayó después de ascender al aire, lo forzaron a salir del pozo donde aterrizó el mecanismo. Michael terminó el concierto, sin embargo, fue llevado al Hospital Rechts der Isar después del concierto. Sufrió daños en la columna, un esguince de tobillo, shock nervioso y quemaduras leves en los brazos. Ninguno de los fanáticos, el equipo o los artistas de respaldo resultaron heridos. Se confirmó que el accidente fue una falla mecánica de la grúa, según Kenny Ortega, director del espectáculo.